# Riga Mustapha
Riga Mustapha (Accra, 10 ottobre 1981) è un ex calciatore ghanese naturalizzato olandese, di ruolo attaccante.

## Carriera
Arrivato giovanissimo nei Paesi Bassi, viene messo sotto contratto dal Vitesse che, nel 1999 lo fa esordire in prima squadra. Nella sua prima stagione ad Arnhem gioca 3 volte e la stagione successiva viene ceduto in prestito al RBC Roosendaal in Eerste Divisie dove in 8 presenze nn realizza alcun gol. Tornato al Vitesse gioca 6 partite e segna 1 gol, e nella stagione 2002-2003, gioca 17 volte senza segnare alcun gol.
Nel 2003 viene acquistato dallo Sparta Rotterdam, dove in 2 stagioni totalizza 68 presenze e 26 gol. Nella stagione 2005-2006 va in Spagna, nella Segunda División, con il Levante e con i suoi 11 gol contribuisce alla promozione della sua squadra. La stagione in Primera División è molto buona per lui, infatti in 33 presenze realizza 9 gol, ma quella successiva vede la retrocessione della sua squadra.
Il 28 luglio 2008 si accorda con il Bolton, sulla base di un contratto triennale. Il 27 gennaio 2011 il contratto che lo legava col Bolton è scaduto. Nel marzo 2011 il Cartagena, squadra spagnola militante in Segunda División, ne annuncia l'ingaggio fino al termine della stagione. Il 26 ottobre 2013 viene ufficializzato il suo ingaggio dagli indiani del Pune. Dopo questa esperienza decide di ritirarsi.

## Statistiche

### Presenze e reti nei club
| Stagione                | Squadra                 | Campionato              | Campionato | Campionato | Coppe nazionali | Coppe nazionali | Coppe nazionali | Coppe continentali | Coppe continentali | Coppe continentali | Totale   | Totale |
| Stagione                | Squadra                 | Comp                    | Pres       | Reti       | Comp            | Pres            | Reti            | Comp               | Pres               | Reti               | Presenze | Reti   |
| ----------------------- | ----------------------- | ----------------------- | ---------- | ---------- | --------------- | --------------- | --------------- | ------------------ | ------------------ | ------------------ | -------- | ------ |
| 1998-1999               | Vitesse                 | E                       | 1          | 0          | CO              | ?               | ?               | -                  | -                  | -                  | 1+       | 0+     |
| 1999-2000               | Vitesse                 | E                       | 3          | 0          | CO              | ?               | ?               | CU                 | 2                  | 0                  | 5+       | 0+     |
| 2000-2001               | RBC Roosendaal          | E                       | 8          | 0          | CO              | ?               | ?               | -                  | -                  | -                  | 8+       | 0+     |
| 2001-2002               | Vitesse                 | E                       | 6          | 1          | CO              | ?               | ?               | -                  | -                  | -                  | 6+       | 1+     |
| 2002-2003               | Vitesse                 | E                       | 17         | 0          | CO              | ?               | ?               | CU                 | 6                  | 0                  | 23+      | 0+     |
| Totale Vitesse          | Totale Vitesse          | Totale Vitesse          | 27         | 1          |                 | ?               | ?               |                    | 8                  | 0                  | 35       | 1      |
| 2003-2004               | Sparta Rotterdam        | E                       | 32         | 4          | CO              | ?               | ?               | -                  | -                  | -                  | 32+      | 4+     |
| 2004-2005               | Sparta Rotterdam        | E                       | 36         | 22         | CO              | ?               | ?               | -                  | -                  | -                  | 36+      | 22+    |
| Totale Sparta Rotterdam | Totale Sparta Rotterdam | Totale Sparta Rotterdam | 68         | 26         |                 | ?               | ?               | -                  | -                  | -                  | 68       | 26     |
| 2005-2006               | Levante                 | SD                      | 38         | 11         | CR              | ?               | ?               | -                  | -                  | -                  | 38+      | 11+    |
| 2006-2007               | Levante                 | PD                      | 33         | 9          | CR              | ?               | ?               | -                  | -                  | -                  | 33+      | 9+     |
| 2007-2008               | Levante                 | PD                      | 33         | 8          | CR              | 2               | 2               | -                  | -                  | -                  | 35       | 10     |
| Totale Levante          | Totale Levante          | Totale Levante          | 104        | 28         |                 | 2+              | 2+              | -                  | -                  | -                  | 106+     | 30+    |
| 2008-2009               | Bolton                  | PL                      | 17         | 0          | CI+CdL          | 1+1             | 0+0             | -                  | -                  | -                  | 19       | 0      |
| 2009-2010               | Bolton                  | PL                      | 1          | 0          | CI+CdL          | 2+0             | 0+0             | -                  | -                  | -                  | 3        | 0      |
| 2010-gen. 2011          | Bolton                  | PL                      | 0          | 0          | CI+CdL          | 0+0             | 0+0             | -                  | -                  | -                  | 0        | 0      |
| Totale Bolton           | Totale Bolton           | Totale Bolton           | 18         | 0          |                 | 4               | 0               | -                  | -                  | -                  | 22       | 0      |
| mar.-giu. 2011          | FC Cartagena            | SD                      | 10         | 0          | CR              | 0               | 0               | -                  | -                  | -                  | 10       | 0      |
| ott. 2013-2014          | Pune                    | I                       | 17         | 7          | -               | -               | -               | -                  | -                  | -                  | 17       | 7      |
| Totale carriera         | Totale carriera         | Totale carriera         | 251        | 62         | -               | -               | -               | -                  | -                  | -                  | 251      | 62     |